# Rifugio Pietro Crosta
Il rifugio Pietro Crosta è un rifugio alpino posto sulle Alpi Lepontine in Piemonte. Il Rifugio si trova nel comune di Varzo, nella provincia del Verbano-Cusio-Ossola, a 1.751 m s.l.m. ed è gestito dalla sezione di Gallarate del Club Alpino Italiano.

## Caratteristiche
Il Rifugio Pietro Crosta è un rifugio alpino gestito e aperto anche nella stagione invernale. Il rifugio è dotato di 24 posti letto, 50 coperti per mangiare all'interno e 70 all'esterno. L'edificio è una struttura in muratura di 3 piani con: acqua corrente, riscaldamento a legna e illuminazione elettrica. 
Il rifugio è stato inaugurato nell'agosto del 1948 ma cambiò denominazione da "Domus Nostra" a "Pietro Crosta" solo nel 1957, quando venne intitolato al primo presidente della Sezione del CAI di Gallarate.

## Accessi
Si accede al rifugio da diverse località:
- da San Domenico di Varzo con il sentiero F14 fino a Coatè e poi con la strada forestale.
- da Dreuza con il sentiero F6.
- da Varzo con sentiero F6.
- da Foppiano con il sentiero G7 fino al Passo della Colmine poi con l'Alta Via della Val Divedro.
- da Maulone con un percorso consigliato in caso di buon innevamento.

## Ascensioni
- Monte Cistella (2.880 m)
- Pizzo Diei  (2.906 m)

## Traversate
- Varzo-Solcio-Alpe Veglia-Alpe Devero
- Alta Via della Val Divedro